# Bruno Hinz (Spanienkämpfer)
Bruno Hinz (Kampfname Georg Elsner; * 1900 in Bernburg (Saale); † 1937 bei Quinto) war Kommunist und Kommandeur des Thälmann-Bataillons der Internationalen Brigaden im Spanischen Bürgerkrieg.

## Leben
Bruno Hinz lebte in Bernburg. Als die Nazis auf den im Untergrund für die KPD arbeitenden Hinz ein Kopfgeld aussetzten, floh er ins Ausland. Er besuchte eine Offiziersschule in der Sowjetunion und nahm anschließend am Spanischen Bürgerkrieg auf der Seite der Spanischen Republik teil. Er wurde zum Kommandeur des Thälmann-Bataillons der XI. Internationalen Brigade ernannt. Im August 1937 fiel er bei Quinto, als er sich bei einem Frontalangriff aus der Deckung erhob und von einer Kugel tödlich getroffen wurde. In der offiziellen Kommunikation und später in der DDR wurde behauptet, Hinz sei bei Madrid gefallen. Der Historiker Frank Hirschinger stuft Hinz als Stalinist ein.
Seine Schwester, die Kommunistin Marianne Latoschinski, wurde 1944 in Plötzensee hingerichtet.

## Postume Ehrung
In der DDR wurden in Bernburg die Bruno-Hinz-Sporthalle und eine Straße nach ihm benannt. Die Bernburger Feuerwehr  trug seinen Namen. An seinem früheren Wohnhaus in der Korngasse 7 war bis zur Wende in der DDR eine Tafel angebracht, die an ihn erinnerte. Die Tafel für Marianne verschwand bereits in den 1960er Jahren. Am 15. November 2024 wurden in der Korngasse 7 in Bernburg Stolpersteine für ihn und seine Schwester verlegt (siehe auch Liste der Stolpersteine in Bernburg (Saale)).